# 战争行为：直接行动
《战争行为：直接行动》是Eugen Systems开发，Atari, Inc于2005年3月发行的即时战略游戏。游戏故事由美国空军退役将领，畅销书作家戴尔·布朗编写。资料片《战争行为：严重叛国》2006年3月在欧洲和澳大利亚发行。2007年9月28日，本作和资料片以“战争行为：黄金版”名义在欧洲发行。